# 피아트 스트라다
피아트 스트라다(Fiat Strada)는 이탈리아의 피아트가 1998년부터 생산 중인 소형 픽업 트럭이다.

## 1세대 (278, 1998)
1998년 10월 브라질에서 출시된 1세대 스트라다는 푸조 178의 화물 운반 파생 모델이다.

## 2세대 (281, 2020)
2세대 피아트 스트라다는 2020년 6월 26일 브라질에서 첫 선을 보였다.